# Radar tipus 291
El radar Tipus 291 va ser dissenyat com a radar de cerca per a vaixells de la mida d'un destructor i més petits el 1942. Al final de la Segona Guerra Mundial, s'havia instal·lat a gairebé tots els destructors i vaixells d'escorta britànics i de la Commonwealth, així com a molts submarins, vaixells d'arrossegament navals i torpedineres. Alguns conjunts van ser subministrats a la Unió Soviètica per als seus destructors com a part dels acords de préstec i arrendament.
El model inicial del radar tenia antenes transmissores i receptores separades, però aviat es van combinar.  El Tipus 291 original tenia una antena dirigida manualment i va ser substituït pels Tipus 291M, P i Q amb entrenament de potència i un indicador de posició pla. Es van produir variants U i W amb antenes diferents per a embarcacions costaneres i submarins, respectivament.